# Sammatti kyrka
Sammatti kyrka är en av de äldsta träkyrkorna i Finland som används årets runt. Sammatti kyrka ligger i Sammatti i Lojo, Nyland. Kyrkan uppfördes under byggmästaren Mickel Göranssons ledning åren 1754-1755. Sammatti kyrka är en av de gamla långhuskyrkor i Sydvästra Finland som aldrig härjats av eld. Bredvid kyrkan finns en klockstapel som byggdes år 1763 av Erik Stenström från huset Arvela. Klockstapeln har två kyrkklockor; den ena är från år 1763 och den andra från år 1768. Kyrkklockorna är tillverkat i Stockholm av Johan Fahlsten. Sammatti kyrka har 350 sittplatser och runt kyrkan finns en kyrkogård.
Sammatti kyrka är huvudkyrka i Lojo församlings Sammatti regionförsamling. Kyrkan hör till Esbo stift.

## Historia och inventarier
På 1660-talet blev Sammatti ett kapell av Karislojo och redan vid den tiden hade Sammatti sin egen kyrka och kyrkogård. Det finns ingen information om den tidigare kyrkans öde.

### Inventarier
Lista om Sammatti kyrkas inventarier:

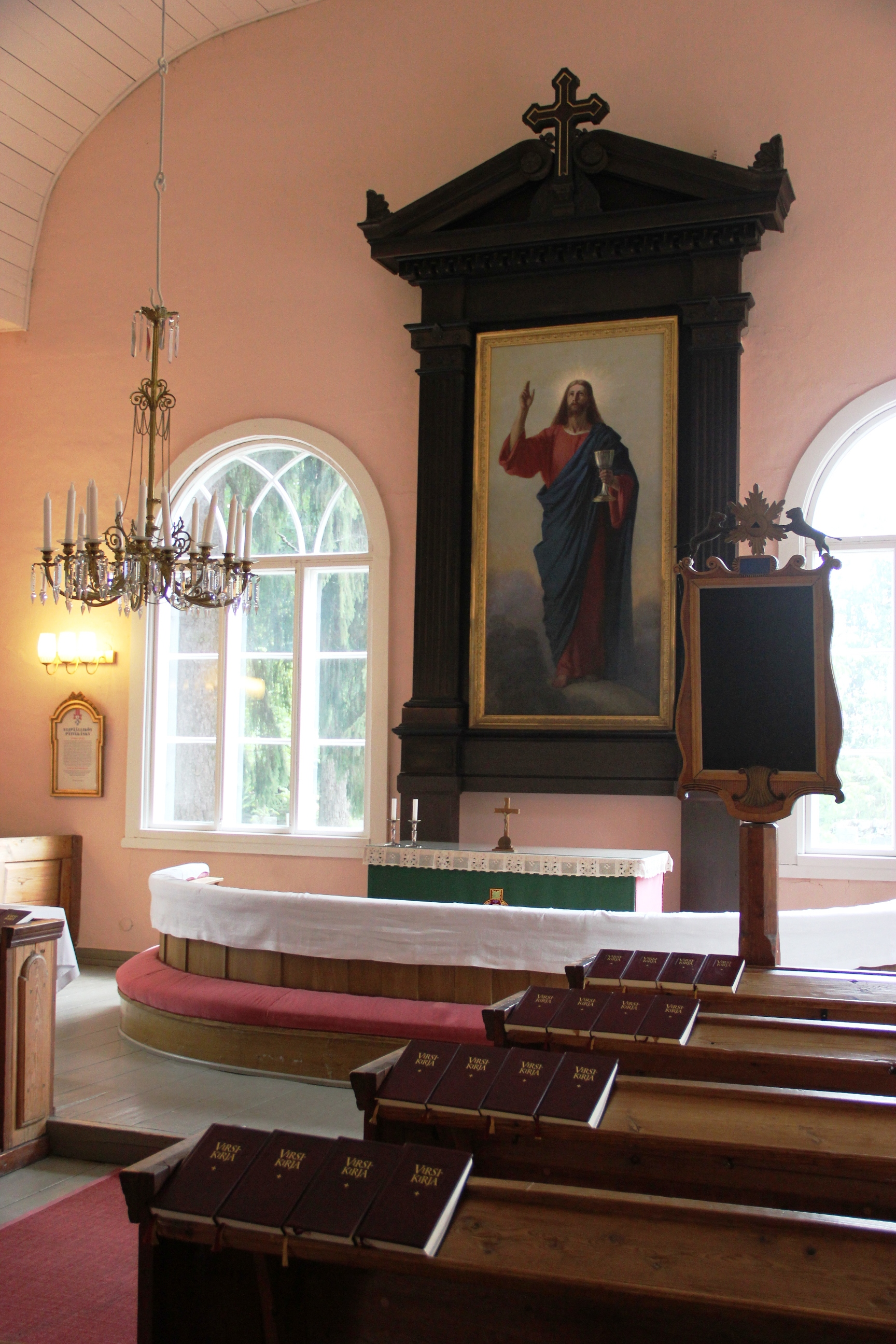
Altartavlan av Adolf von Beckerin

- Altartavlan ´Han skall komma igen på samma sätt som I haven sett honom fara upp till himmelen´ är målad av Adolf von Beckerin år 1883. Tavlan är donerad av Elias Lönnrot.

- Den barockpredikstolen är från tidigare kyrkan. Predikstolen är ursprungligen en krigsbyte från tiden för trettioåriga kriget (1618-1648).
- Ljuskronorna donerade av församlingsborna, egna från den obesuttna delen av befolkningen och egna från hemmansägarna (1853, 1880, 1882).
- Från kyrkans egendom finns det bevarat två svärd med sorgslöja. Dessa svärd hör nuförtiden till Finlands Nationalmuseum.
- Orgeln i kyrkan är producerat av orgelfabriken Kangasalan urkutehdas i 1968. Orgeln har 11 orgelstämmor.

## Elias Lönnrot
Elias Lönnrots obelisk på Sammatti gravgård är ett märkbart landmärke. Obelisken är smyckat med en trettondagens stjärna och med en kantele. Största delen av Lönnrots psalmer handlar om trettondagen. Stjärnan symboliserar Elias Lönnrot som en av de tre vise männen, som samlade från östliga länder Kalevala och Kanteletar till finländarna.
I obelisken finns också en kantele. Lönnrot samlade information om byggandet av kantele och utvecklade modellen för konsertkantele.
Begravningsmonumentet var uppfört av Finska Litteratursällskapet på Kristi himmelsfärdsdag år 1886.